# Перше технічне обслуговування
Перше технічне обслуговування автомобілів, або ТО-1 — це комплекс заходів щодо технічного обслуговування автомобілів, що проводиться із періодичністю 5000 км для легкових транспортних засобів та 4000 км для вантажних і автобусів створених на їхній базі.

## Типові операції
Під час проведення ТО-1 виконуються роботи передбачені ЩТО а також такі як:
- Перевірка стану складових автомобіля.
- Перевірка кріплення двигуна та деталей випускного тракту.
- Перевірка стану та натягу привідних пасів, регулювання.
- Перевірка стану зчеплення, герметичності приводу, вільного ходу педалі.
- Перевірка роботи і кріплення КПП.
- Перевірка люфтів у шарнірах та у шліцевих з'єднаннях карданної передачі.
- Перевірка кріплення деталей і герметичності з'єднань заднього та переднього мостів.
- Перевірка кріплення та шплінтування деталей рульового керування, герметичність системи підсилювача.
- Перевірка люфту рульового колеса та шарнірів рульових тяг.